# Santa Rita de Castilla
Santa Rita de Castilla es una localidad peruana, del distrito de Parinari, provincia de Loreto, al noroeste del departamento de Loreto, es una localidad destacada que funciona como sede del gobierno local del distrito. Se encuentra al margen izquierdo del río Marañón.

## Historia
Se desconoce con exactitud la fundación de esta localidad, sin embargo, el nombre de Santa Rita de Castilla como tal, se remonta a la llegada de la Iglesia Católica a través de los Agustinos hacia la mitad del Siglo XX.
El territorio inicialmente tenía el nombre Fundo Castilla, que pertenecía al señor Felipe Santillán que posteriormente fue cedido al Vicariato Apostólico de Iquitos, es así que el misionero católico perteneciente a la orden de los Agustinos padre Benjamín Martínez Iglesias, renombra el Fundo Castilla a Santa Rita de Castilla en honor a Santa Rita de Casia el día 24 de mayo del 1953 (fecha que se reconoce su creación política).   
La parroquia  de Santa Rita de Castilla que lleva el mismo nombre de la localidad  fue fundada el 7 de agosto de 1956.
Por muchos años, el pueblo de Santa Rita de Castilla ha sufrido cambios en su territorio que han impedido su desarrollo y crecimiento, como es la erosión de la tierra (lo que los comuneros lo llaman el "barranco") a causa de la fuerza del rio Marañón, lo que obligó a la población reubicarse en las restingas hasta en más de tres oportunidades.
La población de Santa Rita de Castilla al igual que las comunidades que se encuentran a orillas del cauce del río Marañón, han sufrido la escasez de los recursos hidrobiológicos a causa de los derrames de petróleo que han sucedido en el río Marañón, en los que destacan de los años  2010, 2014 y 2022.

## Festividades
Santa Rita de Castilla celebra su fiesta patronal cada 22 de mayo.  Durante la semana de fiesta, sus pobladores adornan sus calles, realizan actividades de confraternidad y salen en procesión y danzan a su patrona  Santa Rita de Casia.
La Municipalidad Distrital de Parinari, comúnmente financia las actividades del aniversario de creación política, siendo su día central el 24 de mayo.

## Descripción
Santa Rita de Castilla se encuentra habitada en su mayoría por amerindios amazónicos, así mismo por su lejanía es un lugar marginal en donde se suele desarrollar conflictos entre la población de mayoría indígena y el Estado peruano. Es un paso obligatorio de las embarcaciones que vienen de los campos de pozo petroleros.
Uno de los principales conflictos que llegó a escalas graves fue en enero de 2020, hasta que la Marina de Guerra del Perú tuvo que intervenir.
En lo cultural la localidad presenta la típica gastronomía amazónica, con ahumados de la carne seca y pescado asado. La presencia religiosa de la Iglesia católica peruana es fuerte.

## Educación
Santa Rita de Castilla cuenta con una Institución Educativa Inicial 308 Mi Dulce Hogar 0473314
Asimismo, cuenta con colegio primario y secundario – IEPSM N° 60531 Rvdo. Padre Agustín Alcalá Fernández. 

## Transporte
El acceso a la localidad de Santa Rita de Castilla es netamente por vía fluvial por el río Marañón, a través de las embarcaciones mayores como son las motonaves o los rápidos llamados también los “Pongueros”. 
Desde la ciudad de Yurimaguas (Alto Amazonas) se toma la motonave o los rápidos que bajan hacia la ciudad de Iquitos.
Desde la ciudad de Iquitos (Maynas) se toma las motonaves que surcan hacia Yurimaguas, el tiempo de llegada varía dependiendo de la temporada de vaciante o crecida del río Marañón, siendo el promedio de llegada de 20 a 24 horas. También se puede elegir la vía terrestre desde la ciudad de Iquitos a la ciudad de Nauta capital de la provincia de Loreto tomando un tiempo aproximado de 2 horas  y luego se toman las embarcaciones mayores o los rápidos que hay en el puerto de la ciudad de Nauta, la llegada a Santa Rita varía entre 7 a 10 horas .